# Bo Hanna
Bo Hanna, geboren als Boulos (Paulus) Danial Michaël Hanna (Arabisch: بولس دانيال ميخائيل حنا; Stockholm, 25 november 1994) is een Nederlands- en Engelstalige journalist. Hanna heeft een koptisch-Egyptische achtergrond. 

## Levensloop en werk
Hanna studeerde taal- en letterkunde aan de Universiteit van Amsterdam met een specialisatie in Frans en Midden-Oostenstudies. Hij was stagiair bij Vice Media, en schreef daarna voor o.a. NRC Handelsblad en de Volkskrant.
Hanna maakte diverse documentaires met Vice Media en begon in 2019 als presentator bij de lokale Amsterdamse televisiezender AT5.
In zijn werk staan sociaal-maatschappelijke thema's centraal, zoals LGBTQ+, drugsbeleid, en mensenrechtenkwesties centraal. 